# L.S. Kellner
Ludvig Stephan Kellner (3. april 1796 i Aalborg – 17. januar 1883 i København) var en dansk officer og matematiker, far til August Stephan Frederik Christian Kellner.

## Militær karriere
Han var søn af sekondløjtnant à la suite Stephan David Kellner (1738-1797) og Gertrude Fjeldsted (Filsted) (1759-1838). Han blev landkadet 1810, 1813 pagekadet med reserveret sekondløjtnants anciennitet af 24. december samme år i 3. jyske Infanteriregiment og ansattes 1815 ved Kronens Regiment, ved hvilket han erholdt premierløjtnants karakter i 1824 og blev virkelig premierløjtnant i 1826. Fra 1828-29 opholdt han sig i Paris for at studere deskriptiv geometri og forberede sig til lærer, hvorefter han i 1830 indtrådte i den til udarbejdelsen af en plan for Den kongelige militære Højskole nedsatte kommission. Efter skolens oprettelse samme år blev han lærer i deskriptiv geometri ved samme, hvilken virksomhed han fortsatte indtil 1861. Ved den nyoprettede Polytekniske Læreanstalt var han lærer i samme fag, først konstitueret fra 1830 og senere fast fra 1838-61. Ved siden af denne lærergerning underviste han tillige i krigsbygningskunst på Højskolen fra 1846-61. Han var imidlertid i 1834 blevet sekondkaptajn à la suite i Ingeniørkorpset og blev ved Hærloven af 1842 kaptajn à la suite i samme korps, forfremmedes 1848 til major à la suite, erholdt i 1851 oberstløjtnants karakter og i 1858 obersts karakter. Fra 1860 til 1863 var han chef for Den kongelige militære Højskole, og han erholdt sin afsked af krigstjenesten 19. december 1864. Efter sin afsked opholdt han sig i København og døde pludselig uden foregående sygdom 17. januar 1883. 
Som lærer ved Højskolen omtales han som "en hjertensgod, i Grunden gemytlig, yderst samvittighedsfuld Mand". Han blev Ridder af Dannebrogordenen 1845, Dannebrogsmand 1856 og Kommandør 1863. 

## Matematiker
Som matematiker har L.S. Kellner æren af at have indført den deskriptive geometri her i landet. Var det end nærmest et ydre kald, han fulgte, da han drog til Frankrig, satte sig ind i dette fag og gjorde sig bekendt med den rolle, det der spillede i den højere tekniske undervisning, har han derefter med
troskab foredraget det for de hinanden afløsende hold på Den kgl. militære Højskole og Polyteknisk Læreanstalt. Og har han end aldrig gjort fordring på originalitet i sin forskning, så har han med
stor flid sammenføjet de geometriske teorier, som da var udviklede af mænd som Jean-Victor Poncelet og Charles Dupin, med deskriptivgeometrien, som den oprindelig var udgået fra Gaspard Monge og hans skole. Derved er hans trykte lærebog i deskriptiv geometri (Den beskrivende (deskriptive) Geometris theoretiske Del, 1836, "anvendte Del", 1837-39; Deskriptivgeometri, 2. udgave, 1850-51) blevet vel egnet til at give et overblik over de første betydningsfulde skridt i det 19. århundredes geometriske udvikling, og trods nogen mangel på præcision i fremstillingen vidner den om tidlig opmærksomhed herhjemme for denne udvikling. 

## Ægteskab
Kellner blev gift 26. juli 1833 i Garnisons Kirke med Augustine Sophie Elisabeth Zuber (20. oktober 1803 i Helsingør - 19. maj 1857 i København), datter af major, senere oberst Aloysius Ferdinand Zuber (1748-1823) og Cecilie Cathrine Liebmann (1783-1815).
Han er begravet på Garnisons Kirkegård.
Tegning af Andreas Fritz i Officersforeningen. Litografi af I.W. Tegner & Kittendorff 1880 efter fotografi.